# Список эпизодов телесериала «Любовницы»
Ниже приведен список и описание эпизодов американского телесериала «Любовницы», который транслировался на телеканале ABC с 3 июня 2013 года по 6 сентября 2016 года.

## Обзор сезонов
| Сезон | Сезон | Эпизоды | Оригинальная дата выхода | Оригинальная дата выхода |
| Сезон | Сезон | Эпизоды | Премьера сезона          | Финал сезона             |
| ----- | ----- | ------- | ------------------------ | ------------------------ |
|       | 1     | 13      | 3 июня 2013              | 9 сентября 2013          |
|       | 2     | 13      | 2 июня 2014              | 1 сентября 2014          |
|       | 3     | 13      | 18 июня 2015             | 3 сентября 2015          |
|       | 4     | 13      | 30 мая 2016              | 6 сентября 2016          |

## Список серий

### Сезон 1 (2013)
| № общий | № в сезоне | Название                       | Режиссёр            | Автор сценария                      | Дата премьеры   | Зрители в США (млн) |
| --- | ---------- | ------------------------------ | ------------------- | ----------------------------------- | --------------- | ------------------- |
| 1 | 1          | «Pilot»                        | Чери Ноулан         | К. Дж. Стейнберг                    | 3 июня 2013     | 4,40                |
| В пилотном эпизоде Саванна, успешная замужняя карьеристка, начинает флиртовать со своим партнером в юридической фирме Домиником, хотя хочет завести ребенка с мужем. Её ненасытная с сексе младшая сестра Джосслин, работающая агентом по недвижимости, прыгает из одной постели в другую и не заинтересована в длительных отношениях. Их общая лучшая подруга Эйприл, недавно овдовевшая мать-одиночка после получения страховых выплат из-за смерти мужа начинает получать странные звонки по телефону - ей кажется, что её муж жив. Другая их подруга Карен, работающая терапевтом, находится в отношениях с умирающим пациентом. |            |                                |                     |                                     |                 |                     |
| 2 | 2          | «The Morning After»            | Кристофер Мизиано   | Рина Мимоун                         | 10 июня 2013    | 4,22                |
| Карен думает, что Сэви не должна говорить Гарри о её ночи с Домиником, а Эйприл тем временем расследует утверждения о том, что у её мужа есть другая жизнь. Джосслин знакомится с новой клиенткой Алекс, а Карен соглашается встретиться с Сэмом. |            |                                |                     |                                     |                 |                     |
| 3 | 3          | «Breaking and Entering»        | Рон Лагомарсино     | К. Дж. Стейнберг                    | 17 июня 2013    | 3,76                |
| Карен оставляет в доме Тома свои солнечные очки, которые находит Сэм. У Сави трения по работе с Домиником. Начальник Джосллин Оливье Дюбуа не впечатлен ее внешностью и умением продавать, и дает невыполнимое задание - продать дом рок-звезды с унитазом в гостиной. Эйприл сталкивается с любовницей мужа. |            |                                |                     |                                     |                 |                     |
| 4 | 4          | «A Kiss Is Just a Kiss?»       | Дэвид Пэймер        | Чад Гомес Криси и Дара Резник Криси | 24 июня 2013    | 3,57                |
| Сави обнаруживает, что она беременна. Сэм влюблен в Карен и хочет бросить занятия экономикой ради фотографии. Эйприл оплачивает лечение перелома Скотти. |            |                                |                     |                                     |                 |                     |
| 5 | 5          | «Decisions, Decisions»         | Чери Ноулан         | Джордан Бадди                       | 1 июля 2013     | 3,62                |
| 6 | 6          | «Payback»                      | Эрик Ланевилль      | Джош Реймс                          | 8 июля 2013     | 3,85                |
| 7 | 7          | «All In»                       | Джон Стюарт Скотт   | Дженна Рикман                       | 15 июля 2013    | 3,47                |
| Карен продает часть доли своего магазина, чтобы отдать деньги сыну умершего мужа. Карен подозревает, что Сэм следит за ней. Саванна всеми силами пытается наладить отношения с мужем, но тот устраивает драку, Джосселин находит общий язык с начальством. |            |                                |                     |                                     |                 |                     |
| 8 | 8          | «Ultimatum»                    | Холли Дэйл          | Джастин Ло                          | 22 июля 2013    | 3,95                |
| Саване муж ставит ультиматум либо он, либо..., Саймон узнает от матери, что Карен спала с его отцом. Эйприл видит своего мертвого мужа, Джоселин считает, что сексом дружбу не испортишь. |            |                                |                     |                                     |                 |                     |
| 9 | 9          | «Guess Who's Coming to Dinner» | Тауния Маккирнан    | Дэвид Фолуэл                        | 29 июля 2013    | 3,96                |
| К Саванне и Джосс приехала мама, открываются тайны из детства. К Карен приходит Пол, он хочет общения с Эйприл. Элизабет Грей начинает плести интриги против Карен. |            |                                |                     |                                     |                 |                     |
| 10 | 10         | «Indecent Proposals»           | Бобби Рот           | Чад Гомес Криси и Дара Резник Криси | 19 августа 2013 | 3,17                |
| 11 | 11         | «Full Disclosure»              | Джефф Блекнер       | Джош Реймс                          | 26 августа 2013 | 3,46                |
| 12 | 12         | «When One Door Closes...»      | Константин Макрис   | Рина Мимун                          | 2 сентября 2013 | 4,05                |
| 13 | 13         | «I Choose You»                 | Эллисон Лидди-Браун | К. Дж. Стейнберг                    | 9 сентября 2013 | 3,91                |
| Подруги планируют для Сави день рождения, однако она попадает в автокатастрофу, тогда как Элизабет хочет убить Карен, а Эйприл принимает решение насчет своего вернувшегося из мертвых мужа. |            |                                |                     |                                     |                 |                     |

### Сезон 2 (2014)
| № общий | № в сезоне | Название                     | Режиссёр          | Автор сценария    | Дата премьеры   | Зрители в США (млн) |
| --- | ---------- | ---------------------------- | ----------------- | ----------------- | --------------- | ------------------- |
| 14 | 1          | «Rebuild»                    | Рон Лагомарсино   | Рина Мимун        | 2 июня 2014     | 4,66                |
| Сави пытается вернуться к работе после потери ребенка, а Карен все еще борется с последствиями прошлого, тогда как Эйприл находит нового мужчину, а Джосс начинает карьеру планировщика мероприятий. |            |                              |                   |                   |                 |                     |
| 15 | 2          | «Boundaries»                 | Рон Лагомарсино   | К. Дж. Стейнберг  | 9 июня 2014     | 3,64                |
| 16 | 3          | «Open House»                 | Джон Скотт        | Джош Реймс        | 16 июня 2014    | 3,72                |
| 17 | 4          | «Friends With Benefits»      | Джон Скотт        | Дженна Рихман     | 23 июня 2014    | 3,62                |
| 18 | 5          | «Playing With Fire»          | Константин Макрис | Джастин Ло        | 30 июня 2014    | 4,09                |
| 19 | 6          | «What Do You Really Want»    | Константин Макрис | Джордан Бадди     | 7 июля 2014     | 3,75                |
| 20 | 7          | «Why Do Fools Fall in Love?» | Рон Андервуд      | Джош Реймс        | 14 июля 2014    | 3,71                |
| 21 | 8          | «An Affair to Surrender»     | Рон Андервуд      | Джастин Ло        | 21 июля 2014    | 3,74                |
| 22 | 9          | «Coming Clean»               | Тара Николь Вейр  | Джессика Либерман | 4 августа 2014  | 3,46                |
| 23 | 10         | «Charades»                   | Тара Николь Вейр  | Дженна Рихман     | 11 августа 2014 | 3,57                |
| 24 | 11         | «Choices»                    | Майкл Гроссман    | Джордан Бадди     | 18 августа 2014 | 3,36                |
| 25 | 12         | «Surprise»                   | Майкл Гроссман    | Рина Мимоун       | 25 августа 2014 | 3,23                |
| 26 | 13         | «'Til Death Do Us Part»      | Джон Скотт        | К.Дж. Стейнберг   | 1 сентября 2014 | 3,74                |
| Джосс планирует свою помолвку, тогда как Скотт преподносит ей сюрприз. Карен ждет результатов на ВИЧ, тогда как Эйприл прячутся вместе с Дэниэлом, а Сави понимает, что все еще хочет быть с Гарри.  |            |                              |                   |                   |                 |                     |

### Сезон 3 (2015)
| № общий | № в сезоне | Название               | Режиссёр          | Автор сценария                    | Дата премьеры   | Зрители в США (млн) |
| ------- | ---------- | ---------------------- | ----------------- | --------------------------------- | --------------- | ------------------- |
| 27      | 1          | «Gone Girl»            | Константин Макрис | Рина Мимоун                       | 18 июня 2015    | 3,79                |
| 28      | 2          | «I'll Be Watching You» | Константин Макрис | К. Дж. Стейнберг                  | 18 июня 2015    | 3,79                |
| 29      | 3          | «Odd Couples»          | Джон Скотт        | Мелисса Картер                    | 25 июня 2015    | 3,31                |
| 30      | 4          | «Into the Woods»       | Джон Скотт        | Джастин Ло                        | 2 июля 2015     | 3,04                |
| 31      | 5          | «Threesomes»           | Холли Дэйл        | Джордан Бадди                     | 9 июля 2015     | 3,49                |
| 32      | 6          | «Love is an Open Door» | Холли Дэйл        | Стейси Литтлджон                  | 16 июля 2015    | 3,29                |
| 33      | 7          | «The Best Laid Plans»  | Джон Скотт        | Джессика Либерман и Молли Марграф | 23 июля 2015    | 2,94                |
| 34      | 8          | «Murder She Wrote»     | Джон Скотт        | Рина Мимоун                       | 30 июля 2015    | 3,09                |
| 35      | 9          | «Unreliable Witness»   | Эрик Ланувилл     | Дженна Рихман                     | 6 августа 2015  | 2,54                |
| 36      | 10         | «What Could Have Been» | Эрик Ланувилл     | Дженна Рихман                     | 13 августа 2015 | 2,98                |
| 37      | 11         | «Guilt By Association» | Лиз Аллен         | Мелисса Картер                    | 20 августа 2015 | 3,30                |
| 38      | 12         | «Reasonable Doubt»     | Лиз Аллен         | Джастин Ло                        | 27 августа 2015 | 3,23                |
| 39      | 13         | «Goodbye Girl»         | Джон Скотт        | К. Дж. Стейнберг                  | 3 сентября 2015 | 2,70                |

### Сезон 4 (2016)
| № общий | № в сезоне | Название                     | Режиссёр          | Автор сценария                                                    | Дата премьеры   | Зрители в США (млн) |
| ------- | ---------- | ---------------------------- | ----------------- | ----------------------------------------------------------------- | --------------- | ------------------- |
| 40      | 1          | «The New Girls»              | Кристофер Мизиано | Джош Реймс                                                        | 30 мая 2016     | 2,94                |
| 41      | 2          | «Mistaken Identity»          | Кристофер Мизиано | Джессика Либерман и Молли Марграф                                 | 6 июня 2016     | 3,31                |
| 42      | 3          | «Under Pressure»             | Шарат Райю        | Джордан Бадди                                                     | 20 июня 2016    | 2,89                |
| 43      | 4          | «Blurred Lines»              | Шарат Райю        | Кирстен Ван Хорн                                                  | 27 июня 2016    | 2,80                |
| 44      | 5          | «Lean In»                    | Константин Макрис | Рина Мимоун                                                       | 4 июля 2016     | 1,97                |
| 45      | 6          | «What Happens in Vegas»      | Константин Макрис | Джастин Ло                                                        | 11 июля 2016    | 2,97                |
| 46      | 7          | «Survival of the Fittest»    | Джон Скотт        | Сара Таркофф                                                      | 2 августа 2016  | 2,42                |
| 47      | 8          | «Bridge Over Troubled Water» | Джон Скотт        | Джессика Либерман и Молли Марграф                                 | 8 августа 2016  | 2,07                |
| 48      | 9          | «The Root of All Evil»       | Джерри О'Коннелл  | Джастин Ло                                                        | 15 августа 2016 | 2,10                |
| 49      | 10         | «Confrontations»             | Джерри О'Коннелл  | Джордан Бадди                                                     | 22 августа 2016 | 2,45                |
| 50      | 11         | «Fight or Flight»            | Ханель Калпеппер  | К. Дж. Стейнберг                                                  | 29 августа 2016 | 2,74                |
| 51      | 12         | «Back to the Start»          | Ханель Калпеппер  | К. Дж. Стейнберг                                                  | 5 сентября 2016 | 2,52                |
| 52      | 13         | «The Show Must Go On»        | Джон Скотт        | Телесценарий: Джош Реймс Сценарий: К. Дж. Стейнберг и Рина Мимоун | 6 сентября 2016 | 2,57                |